# Susan Albers
Susan Albers (* 29. Dezember 1983 als Susanne Maria Albers in Borken) ist eine deutsche Sängerin, Pianistin und Songwriterin.

## Leben
Susan Albers wurde 1983 in Borken geboren, wuchs in Rhede im Münsterland auf und stand mit sechs Jahren beim RCC (Rheder Carneval Club) erstmals auf der Bühne. Seit ihrem achten Lebensjahr erhielt sie Musikunterricht und erlernte das Klavierspiel. Ab 2000/2001 wirkte sie in dem von ihrer Mutter gegründeten Familienkabarett Schneewittchens Schwestern mit. Albers arbeitete bis 2013 in der Verkehrs- und Werbegemeinschaft in Rhede, ehe sie vollberuflich in die Musikbranche einstieg. Seit Ende 2022 ist sie Mutter einer Tochter.

## Musikalischer Werdegang
2004 wurde sie von einer Mitarbeiterin eines Musikverlages bei einem Auftritt entdeckt und ging mit ihr 2005 für ein Jahr nach London. Dort arbeitete sie mit dem Songwriter Geoff Holliss zusammen. Gemeinsam mit diesem produzierte sie 2008 ihre Debütsingle Big Shot. 2011 entstand im Halderner Tonstudio von Klaus-Dieter Keusgen ihr Debütalbum Who Am I, das sie gemeinsam mit niederländischen und deutschen Musikern aufnahm. Dieses enthielt sowohl eine Neuauflage von Big Shot sowie Songs der Songwriter Winston Sela (produzierte u. a. Maxi Priest mit dem Song Close To You) und Brian Harris (produzierte Mica Paris mit dem Song My One Temptation).
Im Frühjahr 2011 gewann sie mit ihren Kollegen Christian Martini und Tobias Dahm den Wettbewerb Schleswig-Holstein-Lied – Reloaded. 2011 wurde Albers bei der Verleihung des 29. Deutschen Rock- und Pop-Preises in Wiesbaden in den Kategorien „Beste Singer/Songwriter“, „Beste Popband“ und „Beste Popsängerin“ mit dem 1. Platz ausgezeichnet. Ihr Album erlangte in der Kategorie „Bestes englischsprachiges Album 2011“ Platz 2.
Neben ihren Bühnenauftritten war sie seit 2011 auch für Yamaha Music Europe tätig und präsentierte u. a. auf der Frankfurter Musikmesse sowie bei verschiedenen Events in Europa die Clavinova-Serie. Ende 2012 nahm sie als Kandidatin an der zehnten Staffel von Deutschland sucht den Superstar teil und erreichte den vierten Platz.
| Liveshow (Ausstrahlungsdatum)                 | Song (Originalinterpret)                                             | Prozentzahl der Zuschauer |
| --------------------------------------------- | -------------------------------------------------------------------- | ------------------------- |
| Mein Superstar (16. März 2013)                | All By Myself (Céline Dion)                                          | 14,19 (2/10)              |
| Liebe ist.. (23. März 2013)                   | Open Arms (Mariah Carey)                                             | 11,04 (4/9)               |
| Let's Party (30. März 2013)                   | She Wolf (Falling to Pieces) (David Guetta feat. Sia)                | 13,15 (3/8)               |
| Typisch Deutsch (6. April 2013)               | Männer (Herbert Grönemeyer)                                          | 11,72 (5/7)               |
| Große Duette und coole Beatz (13. April 2013) | All The Time (DJane HouseKat feat. Rameez) Respect (Aretha Franklin) | 12,20 (4/6)               |
| 5× Deutsch – 5× Englisch (20. April 2013)     | Tausend Tränen tief (Blumfeld) My Heart Is Refusing Me (Loreen)      | 16,74 (3/5)               |
| Kandidaten an die Macht (27. April 2013)      | Raise Your Glass (P!nk) Halo (Beyoncé Knowles)                       | 11,92 (4/4)               |

Außerdem war sie 2013 bei einem Gastauftritt in der RTL-Show Let’s Dance zu sehen und sang dort für ein Tanzpaar.
Albers engagiert sich für gemeinnützige Zwecke, so hatte sie im Jahr 2010 zugunsten eines Benefizprojekts in Emmerich mit dem Tenor Ricardo Marinello ein Duett aus dem Musical Elisabeth gesungen (Wenn ich tanzen will). 2013 war sie mit Claudia Ludwig von Tiere suchen ein Zuhause in Bocholt beim Tierheimfest. Bei dem Borkener Hilfsprojekt Schlager für Mali stand sie ebenfalls auf der Bühne. Neben weiteren Benefizkonzerten, wie z. B. für das Kinderheim in Singen, war sie Ende 2013 bei der Lichtblicke-Gala dabei, die in Zusammenarbeit mit Radio WMW und dem Dorf Münsterland (Legden) Menschen aus der Region, die unverschuldet in Notlage gekommen sind, unterstützt.
In Erfurt gab Albers einen Gesangsworkshop für junge Talente und war 2013 Teil einer Jury für eine Weihnachts-CD. Anfang November war sie Vorband von Roman Lob im rock’n’popmuseum in Gronau. Bei Musical Allstars in der Grugahalle in Essen sang sie bekannte Musical-Songs. Mit ihrer Tante und TV-Coach Erna Hüls, bekannt aus Fernsehauftritten bei center.tv Münster, produzierte Albers die Veranstaltung Sound & Emotion.
Mit dem deutsch-schwedischen DJ-Team von J&M vs. DJ Alan Kay produzierte sie ihre erste gemeinsame Single Heaven Is Not Enough, die im Frühjahr 2014 erschien. Mit Christian Martini und Tobias Dahm veröffentlichte sie 2012 den Song Find A New Love und im Januar 2015 die Single Welcome to Kiel. Seit 2017 ist sie zudem als Sängerin der Big Band der Bundeswehr unterwegs. Im April 2020 veröffentlichte Albers den Song Letzte Chance, der sich mit der Corona-Pandemie beschäftigt. Die darauffolgende Single war Eine für Alle: Frauenschützen Münsterland Vereinslied. 2021 erschien Albers’ zweites Album Meine Winterzeit, das neben Weihnachtsklassikern auch eigene Songs enthält.
2023 nahm sie an der 13. Staffel der Gesangs-Castingshow The Voice of Germany teil und war im Coachingteam von Ronan Keating. Sie erreichte die „Teamfights“-Phase der besten 36 Teilnehmer und schied dort aus.

## Diskografie
- 2008: Big Shot (Single)
- 2011: Who Am I (Album)
- 2012: Find A New Love (Single; als 'Susan feat. Chrissy-Chris-Cross & Tobsen-Didi')
- 2014: Heaven Is Not Enough (Single; als 'J&M Vs. DJ Alan Kay feat. Susan Albers')
- 2015: Welcome to Kiel (Single; als 'Susan feat. Chrissy-Chris-Cross & Tobsen-Didi')
- 2020: Letzte Chance (Single)
- 2020: Eine für Alle: Frauenschützen Münsterland Vereinslied (Single)
- 2021: Meine Winterzeit (Album)

## Auszeichnungen
- 2011: Deutscher Rock- und Pop-Preis (Wiesbaden)[15]

1. Platz Beste Popband Newcomer
1. Platz Bester Singer/Songwriter
1. Platz Beste Popsängerin
2. Platz Bestes englischsprachiges CD-Album des Jahres
- 2011: Schleswig-Holstein-Lied Reloaded (Wettbewerb der Landesregierung Schleswig-Holstein, Schleswig-Holsteinischer Zeitungsverlag (SHZ) und Radio Schleswig-Holstein (R.SH)) als Trio Susan feat. Chrissy-Chris-Cross & Tobsen-Didi[16]